# L-01E
docomo NEXT series Optimus G L-01E（ドコモ ネクスト シリーズ オプティマス ジー エルゼロイチイー）は、韓国のLGエレクトロニクスによって開発された、NTTドコモの第3.9世代移動通信システム（Xi）と第3世代移動通信システム（FOMA）のデュアルモード端末である。docomo NEXT seriesのひとつ。

## 概要
L-01Dの事実上の後継機種で、グローバルモデルとして日本と韓国で先行発売されるLG Optimus Gの日本国内ローカライズモデルとなる。
2012年8月28日に発表したドコモの2012年秋モデルでは唯一のdocomo NEXT seriesの機種であり、2012年秋モデルにおけるフラッグシップモデルに位置付けられている。製品名のGには「Great」といった意味が込められている。
CPUに業界では初となるクアルコム製のクアッドコアCPU(Snapdragon S4 Pro APQ8064)を採用するとともに、2GBのRAMを搭載している。さらにワンセグ・NOTTV・おサイフケータイ・赤外線通信・防水といった日本独自機能に対応している。なお2012夏モデルで発売したL-05D同様、防水対応でありながらも本体上部にあるイヤホンマイク端子と本体底部にあるmicroUSB端子はカバーの無いキャップレスとなっている。
新しいマルチタスク機能として「Qスライド」が搭載されており、動画アプリで動画再生中に有効にするとホーム画面が透過表示で動画に重ねて表示され、動画を背景としてホーム画面を操作しているような形になる。ただし、Qスライドが有効になっている間は動画の操作はできないが、重ねて表示されたホーム画面側はアプリを起動したりといった普通の操作が行える。
また、カメラはメインの有効画素数が1325万画素にスペックアップ。撮影機能として、動画撮影中に静止画を撮影することができるほか、音声認識シャッターも搭載されている。
他にも独自の機能として、Webや地図などの画面をワンタッチでキャプチャーし、その上から手書きで文字やイラストなどを書き込み、保存・共有できるほか、手書き入力したメモを画面に表示したまま、電話やインターネットなどのさまざまな機能が使える「Qメモ機能」や再生中の動画の任意部分をズームイン/アウトできる「ライブズーム」機能、MHLアダプタを利用し、HDMIでディスプレイに映像を出力しているときに端末側でマルチタスクのように他の作業をできる「デュアルディスプレイ」機能、頻繁に使うアプリのアイコンをホーム画面上で拡大したり、お気に入りの写真をアプリのアイコンに変更できる「アイコンカスタマイザ」を搭載している。
バッテリー容量は2210mAh。
なお、兄弟機種であるau向けのLGL21と違いNFCには対応していない。
韓国版、グローバル版と同じくAndroid 4.1へのアップデートに対応している。

## 搭載アプリ
LG smartworld・ノートブック・7notes with mazec -T等が、搭載されておりオフィスとしても、活用できる。

## 主な機能
| 主な対応サービス                                | 主な対応サービス                         | 主な対応サービス                     | 主な対応サービス                            |
| ----------------------------------------------- | ---------------------------------------- | ------------------------------------ | ------------------------------------------- |
| タッチパネル/加速度センサー                     | Xi/FOMAハイスピード                      | Bluetooth                            | DCMX/おサイフケータイ/赤外線/トルカ         |
| ワンセグ/モバキャス                             | メロディコール                           | テザリング                           | WiFi IEEE802.11a/b/g/n                      |
| GPS                                             | spモード/電話帳バックアップ              | デコメール/デコメ絵文字/デコメアニメ | iチャネル                                   |
| エリアメール/ソフトウェアーアップデート自動更新 | デジタルオーディオプレーヤー(WMA)(MP3他) | GSM/3Gローミング（WORLD WING）       | フルブラウザ/Flash Player                   |
| Google Play/dメニュー/dマーケット               | Gmail/Google Talk/YouTube/Picasa         | バーコードリーダ/名刺リーダ          | ドコモ地図ナビ/Google Maps/ストリートビュー |

## 歴史
- 2012年8月28日 - NTTドコモより発表。
- 2012年10月12日 - 事前予約開始。
- 2012年10月19日 - 発売開始[8]。
- 2013年5月8日 - Android 4.1バージョンアップ対象機種に選定される[2]。
- 2013年5月 - 生産終了。
- 2013年6月5日 - OSバージョンアップ実施。これにより、本機のOSバージョンアップのバージョンが4.0から4.1へと更新される。

## アップデート・不具合など
2013年2月13日のアップデート
- 動画ストリーミング再生中に音声が遅れる場合がある不具合を修正する。
- 「Playブックス」アプリの追加。
- ビルド番号がL01E10aからL01E10bになる。

2013年3月26日のアップデート
- 通信事業者設定を「自動選択」以外に変更後、「自動選択」に戻すとエラーとなる場合がある不具合を修正する。
- ビルド番号がL01E10bからL01E10cになる。

2013年6月5日のアップデート(OSバージョンアップ)
- 本機特有の主な変更点
  - Qスライド 2.0に対応。動画だけではなく、ブラウザ・カレンダー・電卓などの複数のアプリを同時起動することできる。
  - L-01Eの画面をパソコンのディスプレイに表示させ、文字入力や画面操作がマウスやキーボードで動かせることができる。
  - ロック解除方法にスワイプ機能を追加。
  - タスク管理画面の追加。
  - 言語設定及びLGキーボードによる文字入力で韓国語に対応。
- Android 4.1における共通の変更点
  - Android OS全体で、表示速度とタッチ反応が向上。
  - Google Nowへの対応。
  - ステータスバーから次のアクションが可能に。
- ドコモ共通の変更点
  - データ保管BOXへ対応。
  - NOTTVの災害関連情報受信への対応。
- 不具合修正
  - spモードメールのアニメーションgifが正常に表示されない場合がある不具合を修正する。
- ビルド番号がL01E10a、L01E10b、L01E10cのいずれかからL01E20aになる。

2013年7月22日のアップデート
- Wi-Fi接続時に、まれに携帯電話（本体）が再起動する場合がある不具合を修正する。
- ビルド番号がL01E20aからL01E20bになる。

2013年9月18日のアップデート
- iスケジュールが標準ブラウザでダウンロードできない場合がある不具合を修正する。
- ビルド番号がL01E20a、L01E20bからL01E20dになる。

2015年4月23日のアップデート
- メニューキーを押下した際、一部のGoogle提供アプリが強制終了する場合がある不具合を修正する。
- ビルド番号がL01E20dからL01E20eになる。